# Devimon
Devimon es un personaje ficticio de los mangas, animes y videojuegos de Digimon.
Devimon tiene la forma de un demonio, en el que predominan los colores azul marino y negro. Es bastante alto, con un par de cuernos y otro de alas zarrapastrosas, y unas piernas exageradamente largas. Por todo su cuerpo aparecen correas y marcas oscuras, en especial una sobre el pecho parecida a la máscara de los ojos de Myotismon. Su mano derecha es una gran garra con el dedo mayor de color rojo sangre y el resto de los dedos negros, con el que ejecuta su maligno ataque Garra oscura.

## Actuación en la serieDigimon Adventure
Devimon fue el primer enemigo con el poder de la oscuridad al que se tuvieron que enfrentar los niños elegidos. Dominaba a su voluntad la isla File mediante las ruedas negras, con las que podía manejar como marionetas a los digimons y llegó a separar la propia isla mediante estos oscuros artefactos. Atacó directamente a los niños elegidos cuando los digimons a los que controlaba fueron derrotados. Cuando no pudo ser derrotado por los seis digimons elegidos que habían digievolucionado, Patamon digievolucionó en Angemon y, sacrificando su propia vida, derrotó a Devimon.
- Datos: Q3276155